# 石井信夫
石井 信夫（いしい のぶお、1952年 - ）は、日本の哺乳類学者。東京女子大学現代教養学部数理科学科教授。

## 略歴
1952年東京都出身。1975年東京大学農学部林学科卒。1980年東京大学大学院農学系研究科博士課程（林学専攻）修了。東京大学より農学博士の学位を取得。学位論文の題は「Population dynamic and social structures of three species of small mammals(小哺乳類3種の個体群動態と社会構造)」。 財団法人自然環境研究センター上席研究員を経て、東京女子大学現代教養学部数理科学科教授。東京女子大学文理学部。日本哺乳類学会理事。

## 著書
- 阿部永、石井信夫、伊藤徹魯、金子之史、前田喜四雄、三浦慎悟、米田政明（著） 著、自然環境研究センター（編） 編『日本の哺乳類 改訂2版 阿部永（監修）』東海大学出版会、2008年。ISBN 9784486018025。 NCID BA86365346。

## 論文
- 国立情報学研究所収録論文 国立情報学研究所
- SUZUKI Hitoshi; IWASA Masahiro A.; ISHII Nobuo; NAGAOKA Hiroko; TSUCHIYA Kimiyuki (1999-06-01). “The genetic status of two insular populations of the endemic spiny rat Tokudaia osimensis (Rodentia, Muridae) of the Ryukyu Islands, Japan”. Mammal study = The Continuation of the Journal of the Mammalogical Society of Japan (日本哺乳類学会) 241:  43-50. ISSN 13434152. NAID 130000886279.